# Skjoldnæs
Skjoldnæs är en halvö i Danmark.   Den ligger i Ærø kommun i Region Syddanmark, i den södra delen av landet, 170 km sydväst om Köpenhamn. Skjoldnæs ligger på ön Ærø.